# Deslocados internos

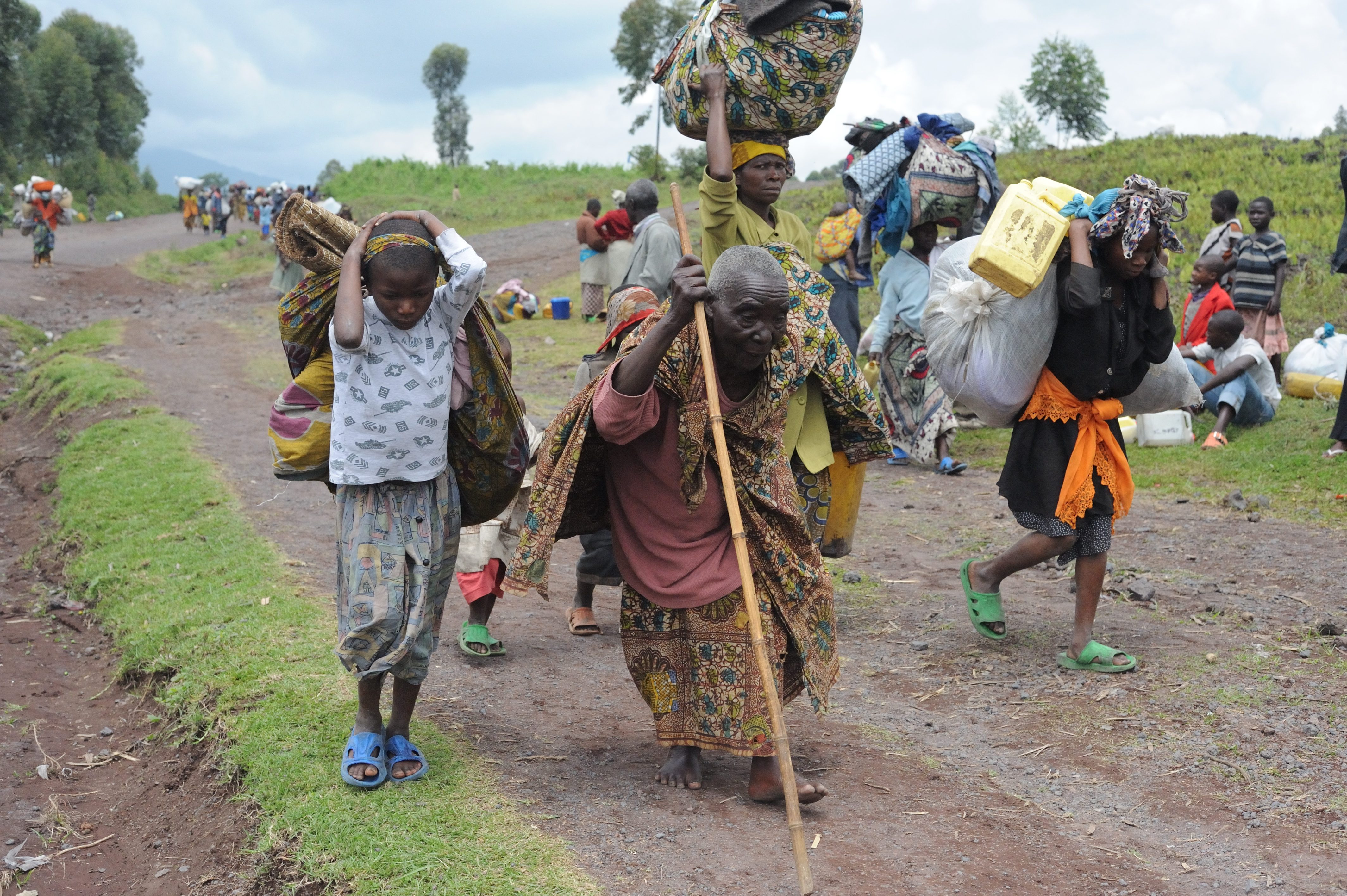
Civis congoleses se deslocando para longe de zonas de conflito devido a Batalha de Goma (2008).

Deslocados internos, também conhecidos como refugiados internos (em inglês, internally displaced people, IDP), são pessoas forçadas a fugir de suas casas mas, diferentemente dos refugiados, não cruzaram uma fronteira internacional para encontrar um santuário, permanecendo dentro do seu país. Portanto, embora tenham fugido por razões similares às dos refugiados (conflito armado, violência generalizada, violações de direitos humanos), os IDPs permanecem legalmente sob proteção das autoridades do governo do seu país, ainda que esse governo possa ser o causador do seu deslocamento. 
Desde 1998, o  Internal Displacement Monitoring Centre, sediado na Noruega, tem monitorado os deslocamentos internos decorrentes de conflitos e violência. Naquele ano, o número de pessoas deslocadas era de aproximadamente 17 milhões. Em 2016, esse número passou  para 37,5 milhões.
O continente mais afetado foi a África, com 60% dos deslocados do mundo ou 23 milhões de deslocados em 21 países, sendo que mais de 40% dessas pessoas estavam no Sudão.
Nas Américas havia 7,1 milhões de IDPs, a maioria (3,6 a 5,2 milhões) na Colômbia.
Em 2022, a maioria dos refugiados internos estavam concentrados nos seguintes países:
- Colômbia, com 3,6 a 5,2 milhões de pessoas
- Sudão, com 4,1 milhões
- Iraque, com aproximadamente, com 3,6 milhões
- República Democrática do Congo, 2,8 milhão
- Somália, 1,1 milhão
- Síria, 7,6 milhões
- Ucrânia, 8 milhões

O Paquistão não foi incluído entre esses países, mas há registro de pelo menos 1,4 milhões de pessoas nessa condição, no país. 